# Hope Springs (2003)
Hope Springs (bra: Hope Springs - Um Lugar Para Sonhar; prt: Hope Springs - Terapia de Amor) é um filme britânico-estadunidense de comédia romântica de 2003 escrito e dirigido por Mark Herman, baseado no romance New Cardiff de Charles Webb. O filme é estrelado por Colin Firth como Colin, um pintor inglês que viaja para a cidade de Hope, Vermont, nos Estados Unidos, após uma experiência traumática. Lá, ele conhece Mandy (Heather Graham), uma trabalhadora de uma casa de repouso que o ajuda a superar o rompimento entre ele e Vera (Minnie Driver).

## Enredo
Colin Ware chega à cidade que parece mais esperançosa que pode encontrar para esquecer sua antiga vida. Os gerentes do hotel onde se hospeda, Joanie Fisher e o Sr. Fisher estão preocupados com o hóspede desanimado e pedem à terapeuta Mandy para vir falar com dele. Os dois jovens logo ficam extasiados um com o outro.
A ex-noiva de Colin (e o motivo de seu desânimo), chega e tenta, sem sucesso, fazer com que os gerentes do hotel digam a ela onde ele está hospedado.
As complicações acontecem quando Vera convence Mandy de que ela ainda faz parte da vida de Colin. Colin deve tomar medidas drásticas e pede a ajuda do prefeito, Doug Reed.

## Elenco
- Colin Firth como Colin Ware
- Heather Graham como Mandy
- Minnie Driver como Vera Edwards
- Mary Steenburgen como Joanie Fisher
- Frank Collison como Sr. Fisher
- Oliver Platt como Doug Reed

## Recepção
Na bilheteria do Reino Unido, o filme arrecadou pouco mais de £ 1 milhão. A crítica da BBC observou que é um "filme para encontros com o qual vale a pena marcar um encontro".